# قیام ارطغرل
قیام اَرطغرل (به ترکی استانبولی: Diriliş: Ertuğrul) یک مجموعهٔ تلویزیونی تاریخی محصول کشور ترکیه است که در ۵ فصل و ۱۵۰ قسمت که هر قسمت ۲ یا ۲ ساعت و نیم است و بر اساس رویدادهای تاریخی که منجر به سرنگونی دودمان سلجوقیان در آناتولی و به‌ وجود آمدن امپراتوری عثمانی می‌شود ساخته شده‌است. در این مجموعه دوره‌ای از زندگی سلیمان‌شاه جد بزرگ عثمانیان و اَرطغرل غازی پدر عثمان یکم بنیانگذار امپراتوری عثمانی به تصویر کشیده شده‌ است. این مجموعه پرهزینه‌ترین سریال تاریخ ترکیه است. سریال قیام عثمان در ادامهٔ این سریال ساخته شده‌است و یاران ارطغرل، تورگوت ،دوغان و بامسی و عبدالرحمان غازی هستند.
دوبلهٔ فارسی روی سرویس تماشای فیلم و سریال نماوا و  در دسترس قرار گرفت.

## خلاصه داستان
به زندگی ارطغرل ، پدر عثمان یکم می‌پردازد، در مقدمهٔ این سریال، از ترکمن‌ها با عنوان بانیان تولد یک تمدن یاد شده است.
بر اساس داستان فیلم ارطغرل غازی (به ترکمنی: Ärtogrul beg)، از رهبران طایفه ترکمنی  قایی (kayı) بود که از مرو ، پایتخت ترکمن‌های سلجوقی، در رأس ۴۰۰ سواره‌نظام به آناتولی آمد تا به سلجوقیان روم، در جنگ علیه امپراتوری بیزانس کمک کند. طایفهٔ قایی، امروز نیز در ترکمن صحرا به حیات خود ادامه می‌دهد. عثمانی‌ها با فتح استانبول، به قوی‌ترین دولت اسلامی تاریخ تبدیل شدند، وضعیتی که برای ۶۰۰ سال (تا سدهٔ ۲۰ میلادی) حفظ کردند.

## قسمت‌ها
| فصل | فصل | قسمت | برای اولین بار پخش شد | برای اولین بار پخش شد |
| فصل | فصل | قسمت | شروع پخش              | پایان پخش             |
| --- | --- | ---- | --------------------- | --------------------- |
|     | 1   | ۲۶   | ۱۰ دسامبر ۲۰۱۴        | ۱۷ ژوئن ۲۰۱۵          |
|     | 2   | ۳۵   | ۳۰ سپتامبر ۲۰۱۵       | ۸ ژوئن ۲۰۱۶           |
|     | 3   | ۳۰   | ۲۶ اکتبر ۲۰۱۶         | ۱۴ ژوئن ۲۰۱۷          |
|     | 4   | ۳۰   | ۲۵ اکتبر ۲۰۱۷         | ۶ ژوئن ۲۰۱۸           |
|     | 5   | ۲۹   | ۷ نوامبر ۲۰۱۸         | ۲۹ مه ۲۰۱۹            |

## بازیگران و شخصیت‌ها
| ایفاگر نقش                                         | شخصیت                       | شرح |
| -------------------------------------------------- | --------------------------- | --- |
| انگین آلتان دوزیاتان                               | ارطغرل                      | همسر حلیمه خاتون پدر عثمان یکم بنیانگذار امپراتوری عثمانی و پسر سلیمان شاه و هایمه خاتون.                                                 |
| ایسرا بیلگیچ                                       | حلیمه خاتون                 | همسر ارطغرل و مادر عثمان یکم بنیانگذار امپراتوری عثمانی و دختر شاهزاده نومان، از نجیب زادگان خاندان سلجوقیان روم.                         |
| سردار گوکهان                                       | سلیمان‌شاه                   | رهبر قبیله کای و پدر ارطغرل، گوندقدو، سونگورتکین و دوندار، پدر بزرگ عثمان یکم                                                             |
| هولیا دارجان                                       | هایمه خاتون                 | همسر سلیمان شاه و مادر ارطغرل، گوندقدو، سونگورتکین و دوندار، مادر بزرگ عثمان یکم                                                          |
| کاآن تاشانر                                        | گوندوغدو                    | پسر سلیمان شاه و برادر بزرگ ارطغرل. |
| Arda Anarat (فصل 1-2) & Batuhan Karacakaya (فصل 3) | دوندار                      | جوانترین پسر سلیمان شاه، برادر کوچکتر ارطغرل و عموی عثمان یکم.                                                                            |
| Sezgin Erdemir                                     | سونقورتکین                  | پسر بزرگ سلیمان شاه و برادر ارطغرل که در جوانی هنگام جنگ با مغول ها مفقود می شود و تا اوایل فصل دوم از سرنوشت او خبری نیست.               |
| Hüseyin Özay                                       | قورقوت                      | رهبر قبیله دودورگا و برادر بزرگتر هایمه خاتون..                                                                                           |
| Uğur Güneş                                         | توغتکین                     | پسر کورکوت و پسر دایی ارطغرل و گوندقدو.                                                                                                   |
| عثمان سویقوت                                       | ابن عربی                    | رهبر عرفانی و معنوی صوفی اندلسی در شرق که به ارطغرل و یارانش کمک می‌کند.                                                                   |
| Fahri Öztezcan                                     | الیاس                       | از مریدان و همراه ابن العربی و دوست ارطغرل.                                                                                               |
| Mehmet Emin Inci                                   | امیر العزیز                 | سلطان حلب، نوه صلاح‌الدین ایوبی. |
| Gökhan Atalay                                      | شهاب الدین                  | دایی سلطان العزیز. |
| Mehmet Çevik                                       | دلی دمیر                    | آهنگر قبیله کای و از دوستان خوب و وفادار به سلیمان شاه و ارطغرل. دارای شخصیت قوی است.                                                     |
| چنگیز جوشقون                                       | سردار تورقوت                | یار وفادار و از سرداران ۳ گانه همراه ارطغرل در جنگ‌ها.                                                                                     |
| نورالدین سونمز                                     | بامسی بی                    | یار وفادار و از سرداران ۳ گانه همراه ارطغرل در جنگ‌ها.                                                                                     |
| Cavit Çetin Güner                                  | دوغان آلپ                   | یار وفادار و از سرداران ۳ گانه همراه ارطغرل در جنگ‌ها.                                                                                     |
| Hande Subaşı                                       | آی‌قیز                       | دختر دلی دمیر و همسر سردار تورگوت که در شروع فصل ۲ در یورش مغول‌ها به کاروان قبیله کایی کشته شد.                                           |
| دیدم بایچین                                        | سلجان خاتون                 | همسر گوندقدو و دختر خوانده سلیمان شاه و هایمه خاتون.                                                                                      |
| Burcu Kıratlı                                      | گوکچه خاتون                 | خواهر کوچک سلجان خاتون و دلباخته ارطغرل.                                                                                                  |
| Hakan Vanlı                                        | قورداوغلو                   | برادر خونی سلیمان شاه و رئیس بسیاری از خانواده‌های عشایر ایل کایی. وی به دلیل همدستی با صلیبی‌ها و خیانت به قبیله کایی توسط ارطغرل کشته شد. |
| Turgut Tunçalp                                     | افشین بیگ                   | فرمانده وفادار امپراتوری سلجوقی. |
| Sedat Savtak                                       | شاهزاده نومان               | شاهزاده شورشی و تبعید شده امپراتوری سلجوقی. پدر حلیمه خاتون.                                                                              |
| Burak Temiz                                        | شاهزاده ییگیت               | پسر شاهزاده نومان و برادر کوچکتر حلیمه سلطان.                                                                                             |
| Celal Al                                           | عبدالرحمن آلپ               | محافظ شخصی سلیمان شاه و از سرداران وفادار به ارطغرل و قبیله کایی                                                                          |
| Levent Öktem                                       | پتروجیو مانزینی، استاد اعظم | کنسول صلیبی. هدف اصلی او این است که مسلمانان را از بین ببرند و اورشلیم را فتح کنند.                                                       |
| سردار دنیز                                         | تیتوس                       | فرمانده شوالیه‌های معبد که به دنبال انتقام کشتن برادر کوچک خود از ارطغرل است.                                                              |
| باریش باجی                                         | بایجو نویان                 | یکی از فرماندهان مغول که توسط اوگتای‌خان منصوب شد تا قدرت مغول را در منطقه آناتولی گسترش دهد.                                              |
| Eren Sakcı                                         | افراسیاب                    | بازرگان ایرانی و همدست بایجو نویان. |
| Hamit Demir                                        | Akçakoca                    | Leader of some of the nomad families of the Kayi tribe and friend of Suleyman Shah.                                                       |
| Reshad Strik                                       | Claudius (Ömer)             | A great شوالیه that was assigned to assassin ابن عربی only to become his pupil and later saves Ertuğrul's life.                           |
| Erden Alkan                                        | جاندار                      | Leader of Çavdaroğlu nomad group |
| Kürşat Alnıaçık                                    | اورال                       | Eldest son of Candar Vey |
| Gülçin Santırcıoğlu                                | چولپان                      | Wife of Ural Bey and daughter of former feudal landlord of Karacahisar. She was Greek descended Turk                                      |
| Lebip Gökhan                                       | استاد سیمون                 | Owner of Hanli Pazar and شوالیه‌های معبد                                                                                                   |
| Gulsim Ali                                         | اصلیحان خاتون               | Sister of Ural bey and Aliyar bey. |
| Gökhan Bekletenler                                 | خاچاطوریان اوستا            | Friend of ertugrul |

## پخش بین‌المللی
| کشور             | شبکه                                     | نخستین سری     |
| ---------------- | ---------------------------------------- | -------------- |
| 🇦🇫 افغانستان     | _Namava _lemar تلویزیون طلوع             | 2015/2021      |
| اتحادیه عرب      | اواس‌ان                                   |                |
| جمهوری آذربایجان | آتی‌وی (آذربایجان)                        | دسامبر ۲۰۱۵    |
| بنگلادش          | Maasranga Television                     | ۲ آوریل ۲۰۱۷   |
| بوسنی و هرزگوین  | Televizija OBN                           | سپتامبر ۲۰۱۵   |
| بلغارستان        | TV7                                      | سپتامبر ۲۰۱۵   |
| کرواسی           | RTL Televizija                           | ژوئیه ۲۰۱۵     |
| جمهوری چک        | TV Barrandov                             | سپتامبر ۲۰۱۵   |
| استونی           | Kanal ۲                                  | سپتامبر ۲۰۱۵   |
| یونان            | ANT1                                     | سپتامبر ۲۰۱۵   |
| گرجستان          | Maestro                                  | سپتامبر ۲۰۱۵   |
| مجارستان         | RTL Klub                                 | تابستان ۲۰۱۵   |
| اندونزی          | Trans 7                                  | تابستان ۱۳۹۹   |
| ایران            | برنامه فیلیمو زیرنویس فارسی برنامه نماوا | تابستان ۱۳۹۹   |
| اسرائیل          | Israel Plus                              | تابستان ۱۳۹۹   |
| قزاقستان         | Channel 31                               | آوریل ۲۰۱۶     |
| لیتوانی          | LNK                                      | نوامبر ۲۰۱۵    |
| مقدونیه شمالی    | Kanal 5                                  | تابستان ۲۰۱۵   |
| مونته‌نگرو        | RTCG                                     | تابستان ۲۰۱۵   |
| پاکستان          | Hum Sitaray                              | ۲۴ اوت ۲۰۱۵    |
| قطر              | Qatar TV                                 | ۱۶ ژانویه ۲۰۱۷ |
| رومانی           | Prima TV                                 | ژوئیه ۲۰۱۵     |
| روسیه            | Domashny                                 | دسامبر ۲۰۱۵    |
| صربستان          | B92                                      | سپتامبر ۲۰۱۵   |
| اسلواکی          | TV Doma                                  | سپتامبر ۲۰۱۵   |
| اسلوونی          | Planet TV                                | سپتامبر ۲۰۱۵   |
| ترکیه            | تی‌آرتی ۱                                 | دسامبر ۲۰۱۴    |
| قبرس شمالی       | تی‌آرتی ۱                                 | دسامبر ۲۰۱۴    |